# Wujin
Wujin, tidigare känt som Wutsin, är ett stadsdistrikt i Changzhous stad på prefekturnivå i Jiangsu-provinsen i östra Kina. Det ligger omkring 110 kilometer öster om provinshuvudstaden Nanjing. 
Wujin var tidigare ett härad, men ombildades till en stad på häradsnivå 1995. Orten blev ett stadsdistrikt i Changzhou 2010.

## Kända personer
- Sheng Xuanhuai (1844-1916), ämbetsman och entreprenör under Qingdynastin.